# الاتحاد السعودي لفنون القتال المختلطة
الاتحاد السعودي لفنون القتال المختلطة اتحادر رياضي تأسس في مارس عام 2018م، ويُعنى بإقامة البطولات الداخلية والمشاركة في البطولات الخارجية، واستضافة البطولات الدولية في السعودية، إضافةً إلى إنشاء قاعدة بيانات للاعبين والمدربين واختيار اللاعبين المميزين وإلحاقهم بمعسكرات تدريبية لصقل المواهب وتنميتها استعداداً للمشاركات الدولية.

## الرؤية والرسالة
- العمل على تبوء مكانة بين الاتحادات الرياضية الوطنية على المستوى الخليجي والعربي والآسيوي والعالمي في العشر سنوات القادمة، وتقديم برامج لصقل وتدريب الكوادر الوطنية والموظفين والعاملين بالاتحاد.
- نشر ثقافة رياضة فنون القتال المختلطة وتحقيق الشراكة الفعالة مع جميع القطاعات.
- إعداد وتأهيل لاعبين موهوبين يتميزون عربياً واقليمياً ودولياً.
- تأهيل كفاءات وطنية في التدريب والاشراف الفني.[4]

## الأهداف الإستراتيجية
- التعريف ونشر رياضة فنون القتال المختلطة والارتقاء بمستواها في السعودية.
- المحافظة على المنافسة الشريفة والتوعية حول مكافحة المنشطات.
- إعداد متخصصين وطنيين في مجال التدريب والاشراف على لعبة الفنون القتالية للعمل في مؤسسات المجتمع المختلفة.
- إرساء ثقافة رياضة فنون القتال المختلطة وتحقيق أكبر قاعدة ممكنة من الممارسين داخل المدارس والأندية الرياضية العامة والمتخصصة وفي القطاع الخاص.
- رفع مستوى العاملين في الاتحاد.[5]

## رؤساء الاتحاد
| م | الرئيس                      | الفترة                  | المصدر |
| - | --------------------------- | ----------------------- | ------ |
| 1 | عبدالعزيز بن أسامة الجليدان | يناير 2018 - مايو 2025  | [ 6 ]  |
| 2 | رشا بنت محمد الخميس         | 24 مايو 2025 - إلى الآن | [ 7 ]  |